# L'oro dei sette santi
L'oro dei sette santi (Gold of the Seven Saints) è un film del 1961 diretto da Gordon Douglas.
È un film western statunitense con Clint Walker, Roger Moore e Letícia Román. È basato sul romanzo del 1957 Desert Guns di Steve Frazee.

## Trama
Due cacciatori trovano l'oro: la scoperta scatena una serie di violenze causata da alcuni banditi che vogliono impossessarsi del bottino. Varcando un guado, i sacchetti che contengono il prezioso metallo si lacerano disperdendo il contenuto nel fiume. I due cacciatori torneranno alla loro solita vita, mettendo da parte i sogni di ricchezza.

## Produzione
Il film, diretto da Gordon Douglas su una sceneggiatura di Leigh Brackett e Leonard Freeman e un soggetto di Steve Frazee (autore del romanzo), fu prodotto dallo stesso Freeman per la Warner Bros. e girato nello Utah e nel Red Rock Canyon State Park a Cantil, California.

## Distribuzione
Il film fu distribuito con il titolo Gold of the Seven Saints negli Stati Uniti nel febbraio 1961 (première a Los Angeles il 1º febbraio) al cinema dalla Warner Bros.
Altre distribuzioni:
- in Germania Ovest il 30 giugno 1961 (Das Gold der sieben Berge)
- in Svezia il 14 agosto 1961 (Striden Vid 7 Helgon)
- in Finlandia il 29 settembre 1961 (Vuorten aarre)
- in Danimarca il 27 novembre 1961 (Guld og banditter)
- in Australia l'8 marzo 1962
- in Germania Ovest il 12 marzo 1973 (in TV)
- in Austria (Das Gold der sieben Berge)
- in Brasile (Ouro que o Destino Carrega)
- in Francia (Le trésor des sept collines)
- in Grecia (To hrysafi ton epta agion)
- in Italia (L'oro dei sette santi)

## Critica
Secondo il Morandini il film è un "western come tanti con tutti gli ingredienti in ordine".

## Promozione
La tagline è: Poets And Dreamers... Brave Men And Bullet-In-The-Back Men Came After It... But First There Was A Secret To Unravel... The Mystery Of A Thousand Years!.